# Liste des sénateurs de Nouvelle-Calédonie
Dotée de représentants à la chambre haute du Parlement français depuis 1947, la Nouvelle-Calédonie fait partie du groupe B pour le renouvellement par tiers des sénateurs, le dernier ayant eu lieu en 2001. À partir des élections sénatoriales de 2011 incluses, la Nouvelle-Calédonie obtient un second sénateur et fait désormais partie de la série 1. Le mandat passe alors également de neuf à six ans.

## Mode d'élection
Jusqu'en 2011, le scrutin est uninominal majoritaire à deux tours, et est devenu plurinominal lors de l'acquisition du deuxième siège de sénateur. Le collège électoral est composé de 536 membres (avec le cumul des mandats de certains, ils sont en réalité 524) pour les élections sénatoriales de 2011 :
- les 2 députés (tous deux anti-indépendantistes membres du Rassemblement-UMP),
- les 76 membres des trois Assemblées de Province (40 pour le Sud, 22 pour le Nord et 14 pour les îles Loyauté), soit 38 anti-indépendantistes (16 Rassemblement-UMP, 12 Calédonie ensemble, 7 Avenir ensemble, 2 RPC et 1 LMD) et 38 indépendantistes (29 FLNKS dont 15 UC, 10 Palika, 2 UPM et 2 RDO, 5 Parti travailliste, 2 LKS, 1 UC Renouveau et 1 FDIL).
- 458 délégués municipaux en 2008 :
  - 114 pour Nouméa en 2008 (commune de plus de 30 000 habitants donc : les 53 conseillers municipaux plus un délégué supplémentaire par tranche de 1 000 habitants en sus de 30 000),
  - 136 pour les quatre communes de plus de 9 000 habitants (35 pour le Mont-Dore et Dumbéa, 33 pour Païta et Lifou) en 2008 (communes dont tous les conseillers municipaux sont membres du collège électoral sénatorial),
  - 105 pour les sept communes comprises entre 3 500 et 9 000 habitants (Maré, Poindimié, Bourail, Houaïlou, Koné, Ouvéa et Canala) en 2008 (communes envoyant chacune 15 délégués),
  - 42 pour les six communes comprises entre 2 500 et 3 500 habitants (Koumac, La Foa, Thio, Ponérihouen, Hienghène et Poya) en 2008 (communes envoyant chacune 7 délégués),
  - 45 pour les neuf communes comprises entre 1 500 et 2 500 habitants (Pouébo, Touho, Voh, Ouégoa, Boulouparis, Kaala-Gomen, Yaté, l'île des Pins et Kouaoua) en 2008 (communes envoyant chacune 5 délégués),
  - 15 pour les cinq communes comprises entre 500 et 1 500 habitants (Pouembout, Poum, les îles Belep, Sarraméa et Moindou) en 2008 (communes envoyant chacune 3 délégués),
  - 1 pour l'unique commune de moins de 500 habitants (Farino) en 2008.

## Historique des sénateurs
| Début de mandat  | Fin de mandat     | Sénateur élu                     | Parti politique                                 | Qualité                                                                            | Suppléants                           |
| ---------------- | ----------------- | -------------------------------- | ----------------------------------------------- | ---------------------------------------------------------------------------------- | ------------------------------------ |
| 28 janvier 1947  | 19 décembre 1948  | Henri Lafleur                    | RI                                              | Conseiller général                                                                 | -                                    |
| 19 décembre 1948 | 19 juin 1955      | Henri Lafleur                    | RI                                              | Conseiller général                                                                 | -                                    |
| 19 juin 1955     | 26 avril 1959     | Armand Ohlen                     | UC, IOM                                         | Conseiller général puis président de l'AT                                          | -                                    |
| 28 avril 1959    | 26 septembre 1965 | Henri Lafleur                    | Rascal, RI                                      | Conseiller territorial                                                             | -                                    |
| 2 octobre 1965   | 22 septembre 1974 | Henri Lafleur                    | Rascal, RI                                      | Conseiller territorial                                                             | -                                    |
| 2 octobre 1974   | 13 octobre 1974   | Henri Lafleur                    | EDS, RI                                         | Décédé en fonction                                                                 | Lionel Cherrier                      |
| 13 octobre 1974  | 25 septembre 1983 | Lionel Cherrier                  | EDS puis RPC puis FNSC, RI                      | Conseiller territorial                                                             | -                                    |
| 3 octobre 1983   | 27 septembre 1992 | Dick Ukeiwé                      | RPCR, RPR                                       | Conseiller territorial, président du gouvernement puis du Congrès, député européen | Jean Lèques                          |
| 2 octobre 1992   | 23 septembre 2001 | Simon Loueckhote                 | RPCR, RPR                                       | Président du Congrès                                                               | Jean Lèques                          |
| 1er octobre 2001 | 25 septembre 2011 | Simon Loueckhote                 | RPCR puis R-UMP puis RPC puis LMD, RPR puis UMP | Président du Congrès, membre du Gouvernement                                       | Jean Lèques                          |
| 1er octobre 2011 | 24 septembre 2017 | Pierre Frogier Hilarion Vendégou | R-UMP, UMP puis LR                              | Président de la Province Sud Maire de l'Île des Pins                               | Isabelle Champmoreau Ghislaine Arlie |
| 1er octobre 2017 | 24 septembre 2023 | Pierre Frogier Gérard Poadja     | R-LR, LR CE, UDI                                | Membre du Congrès et Conseiller provincial du Nord                                 | Léontine Ponga Nina Julié            |
| 2 octobre 2023   | En cours          | Georges Naturel Robert Xowie     | R-LR, LR FLNKS-UC                               | Maire de Dumbéa Maire de Lifou                                                     | Henriette Hamu Valentine Eurisouké   |

## Historique des élections

### Sénatoriale de 1947
L'élection a lieu en Nouvelle-Calédonie de manière décalée avec la France métropolitaine, le 28 janvier 1947. Le collège électoral est limité aux seuls membres du conseil général (19 élus). C'est la première fois que la Nouvelle-Calédonie, désormais Territoire d'outre-mer, obtient un siège à la chambre haute du Parlement français, baptisée alors Conseil de la République sous la Constitution de la IVe République. 
| Candidats                                      | Partis                         | Votes du 1er tour | %       |
| ---------------------------------------------- | ------------------------------ | ----------------- | ------- |
| Henri Lafleur                                  | Républicains indépendants (RI) | 11                | 61,11 % |
| Georges Gaudriault                             | Divers droite                  | 7                 | 38,89 % |
| Total (participation 94,74 %)                  | Total (participation 94,74 %)  | 18                | 100,0   |
| Source: P. O'REILLY, Calédoniens, 1953, p. 141 |                                |                   |         |

### Sénatoriale de 1948
L'élection a lieu encore une fois en léger décalage avec la France métropolitaine, le 19 décembre 1948. Henri Lafleur (RI) est réélu sans concurrent par les conseillers généraux. 

### Sénatoriale de 1955
L'élection a lieu pour la première fois le même jour qu'en France métropolitaine, le 19 juin 1955. Le nombre de conseillers généraux, et donc de grands électeurs, a été porté à 25 depuis 1953. 
| Candidats                                                                             | Partis                     | Votes du 1er tour | %       |
| ------------------------------------------------------------------------------------- | -------------------------- | ----------------- | ------- |
| Armand Ohlen                                                                          | Union calédonienne (UC)    | 14                | 58,33 % |
| Henri Lafleur (sortant)                                                               | RI                         | 10                | 41,67 % |
| Total (participation 96 %)                                                            | Total (participation 96 %) | 25                | 100,0   |
| Source: J. LE BORGNE, Nouvelle-Calédonie, 1945-1968: la confiance trahie, 2005, p. 54 |                            |                   |         |

### Sénatoriale de 1959
Il s'agit de la première élection sénatoriale sous la Ve République. Le Conseil de la République a retrouvé le nom de Sénat. La Nouvelle-Calédonie y dispose toujours d'un seul représentant. Les grands électeurs comprennent, outre les 30 membres de l'Assemblée territoriale (qui a remplacé en 1957 le conseil général), le député (Maurice Lenormand, de l'UC) et 36 représentants du conseil municipal de Nouméa (alors seule commune de droit commun français en Nouvelle-Calédonie) et des commissions municipales de l'intérieur. Le scrutin a lieu le 26 avril 1959. 
| Candidats                                                                              | Partis                                   | Votes du 1er tour | %       | Votes du 2nd tour | %       |
| -------------------------------------------------------------------------------------- | ---------------------------------------- | ----------------- | ------- | ----------------- | ------- |
| Henri Lafleur                                                                          | RI                                       | 33                | 49,25 % | 38                | 57,58 % |
| Armand Ohlen (sortant)                                                                 | UC (groupe des Indépendants d'outre-mer) | 18                | 26,87 % | 28                | 42,42 % |
| Georges Chatenay                                                                       | Union pour la nouvelle République (UNR)  | 16                | 23,88 % |                   |         |
| Total (participation 100 %)                                                            | Total (participation 100 %)              | 67                | 100,0   | 66                | 100,0   |
| Source: J. LE BORGNE, Nouvelle-Calédonie, 1945-1968: la confiance trahie, 2005, p. 247 |                                          |                   |         |                   |         |

### Sénatoriale de 1965
Pour l'élection du 26 septembre 1965, le nombre de grands électeurs est porté à 80 : les 30 membres de l'Assemblée territoriale, 19 délégués élus par le Conseil municipal de Nouméa, les 30 maires de l'intérieur et le député du Territoire (Rock Pidjot, de l'UC). 
| Candidats | Partis                                           | Votes du 1er tour | %       |
| --- | ------------------------------------------------ | ----------------- | ------- |
| Henri Lafleur (sortant) | Rassemblement calédonien (Rascal, groupe des RI) | 46                | 58,23 % |
| Armand Ohlen | UC                                               | 33                | 41,77 % |
| Total (participation 98,75 %) | Total (participation 98,75 %)                    | 79                | 100,0   |
| Sources: Notes et études documentaires, no 4837 à 4841, La Documentation française, 1987, p. 62 ; B. BROU, 30 ans d'histoire politique et sociale de la Nouvelle-Calédonie de 1945 à 1977, 1982, p. 106 |                                                  |                   |         |

### Sénatoriale de 1974
Pour l'élection du 22 septembre 1974, le nombre de grands électeurs a particulièrement augmenté (255). Depuis cette date, et à la suite de la généralisation de l'organisation en communes de droit commun français à l'ensemble du Territoire, le corps électoral pour la désignation des sénateurs néo-calédoniens est la même que dans le reste de la République.
| Candidats                                          | Partis                                                                                          | Votes du 2nd tour | %       |
| -------------------------------------------------- | ----------------------------------------------------------------------------------------------- | ----------------- | ------- |
| Henri Lafleur (sortant)                            | Entente démocratique et sociale (EDS, groupe des RI et investiture « Majorité présidentielle ») | 135               | 53,15 % |
| Maurice Lenormand                                  | UC                                                                                              | 119               | 46,85 % |
| Total (participation 99,61 %)                      | Total (participation 99,61 %)                                                                   | 254               | 100,0   |
| Source: Biographie de Henri Lafleur, site du Sénat |                                                                                                 |                   |         |

### Sénatoriale de 1983
Pour l'élection du 25 septembre 1983, le nombre de grands électeurs inscrits s'établit à 324. 
| Candidats                                                                                                   | Partis | Votes du 1er tour | %       |
| --- | --- | ----------------- | ------- |
| Dick Ukeiwé                                                                                                 | Rassemblement pour la Calédonie dans la République (RPCR, investi par le RPR) | 173               | 54,23 % |
| Lionel Cherrier (sortant)                                                                                   | Fédération pour une nouvelle société calédonienne (FNSC, du groupe de l'Union des républicains et des indépendants, également soutenu par le Front indépendantiste moins le LKS) | 114               | 35,74 % |
| Jacob Kapéa Népamoindou                                                                                     | Libération kanak socialiste (LKS) | 32                | 10,03 % |
| Total (participation 98,46 %)                                                                               | Total (participation 98,46 %) | 319               | 100,0   |
| Source: F. ANGLEVIEL, Histoire de la Nouvelle-Calédonie: nouvelles approches, nouveaux objets, 2005, p. 213 | |                   |         |

### Sénatoriale de 1992
Pour l'élection du 27 septembre 1992, le nombre de grands électeurs inscrits s'établit à 388. 
| Candidats | Partis                                                                    | Votes du 1er tour | %       | Votes du 2nd tour | %       |
| --- | ------------------------------------------------------------------------- | ----------------- | ------- | ----------------- | ------- |
| Simon Loueckhote | RPCR (investi par le RPR)                                                 | 172               | 44,33 % | 192               | 49,87 % |
| Rock Wamytan | Front de libération nationale kanak et socialiste (FLNKS, membre de l'UC) | 172               | 44,33 % | 188               | 48,83 % |
| Dick Ukeiwé (sortant)                                                                                               | RPCR dissident (du groupe RPR, également soutenu par Calédonie demain)    | 44                | 11,34 % | 5                 | 1,3 %   |
| Total (participation 100 %)                                                                                         | Total (participation 100 %)                                               | 388               | 100,0   | 385               | 100,0   |
| Source: (en) [PDF] F. SODTER, « Political Reviews : New Caledonia », The Contemporary Pacific, automne 1993, p. 409 |                                                                           |                   |         |                   |         |

### Sénatoriale de 2001
Pour l'élection du 23 septembre 2001, le nombre de grands électeurs inscrits s'établit à 484. 481 d'entre eux vont voter au premier et unique tour, dont 475 suffrages exprimés.  
| Candidats                     | Partis                        | Votes du 1er tour | %       |
| ----------------------------- | ----------------------------- | ----------------- | ------- |
| Simon Loueckhote (sortant)    | RPCR (du groupe RPR)          | 250               | 52,63 % |
| Marie-Claude Tjibaou          | FLNKS (membre de l'UC)        | 174               | 36,63 % |
| Jean-Pierre Aïfa              | Alliance (DVD)                | 51                | 10,74 % |
| Total (participation 99,38 %) | Total (participation 99,38 %) | 475               | 100,0   |
| Source: Politiquemania        |                               |                   |         |

### Sénatoriales de 2011
L'élection du 25 septembre 2011 va porter pour la première fois pour deux sièges à pourvoir au scrutin majoritaire plurinominal. Le nombre de grands électeurs inscrits s'établit à 524.
| Candidats                                                | Partis                                                                       | Votes du 1er tour | %       | Votes du 2nd tour | %       |
| -------------------------------------------------------- | ---------------------------------------------------------------------------- | ----------------- | ------- | ----------------- | ------- |
| Pierre Frogier                                           | Rassemblement-UMP (investi par l'UMP, également soutenu par Avenir ensemble) | 230               | 45,91 % | 240               | 47,90 % |
| Hilarion Vendégou                                        | Rassemblement-UMP (investi par l'UMP, également soutenu par Avenir ensemble) | 232               | 46,31 % | 238               | 47,50 % |
| Charles Pidjot                                           | FLNKS (UC)                                                                   | 117               | 23,35 % | 112               | 22,36 % |
| Victor Tutugoro                                          | FLNKS (Union progressiste en Mélanésie ou UPM)                               | 121               | 24,15 % | 91                | 18,16 % |
| Adolphe Digoué                                           | Parti de libération kanak (Palika)                                           | 77                | 15,37 % | 80                | 15,97 % |
| Philippe Dunoyer                                         | Calédonie ensemble                                                           | 72                | 14,37 % | 68                | 13,57 % |
| Gérard Poadja                                            | Calédonie ensemble                                                           | 67                | 13,37 % | 63                | 12,57 % |
| Didier Baron                                             | Les Verts Pacifique (Cap21)                                                  | 2                 | 0,40 %  |                   |         |
| Philippe Rouvray                                         | Sans étiquette                                                               | 1                 | 0,20 %  |                   |         |
| Alain Lebreton                                           | Sans étiquette                                                               | 1                 | 0,20 %  |                   |         |
| Total (participation 99,43 % au 1er tour, 99,05 % au 2e) | Total (participation 99,43 % au 1er tour, 99,05 % au 2e)                     | 501               | 100,0   | 501               | 100,0   |
| Source: Ministère de l'Intérieur                         |                                                                              |                   |         |                   |         |

### Sénatoriales de 2017
| Gérard Poadja                             | Calédonie ensemble (investi par l'UDI, également soutenu par le Rassemblement-Les Républicains, le MPC et Tous Calédoniens)         | 258 | 55,25 % |
| Pierre Frogier (sortant)                  | Rassemblement-Les Républicains (investi par Les Républicains, également soutenu par Calédonie ensemble, le MPC et Tous Calédoniens) | 255 | 54,6 %  |
| Émile Néchero                             | FLNKS-UNI (Palika) | 120 | 25,7 %  |
| Jean Creugnet                             | FLNKS-UNI (UPM) | 120 | 25,7 %  |
| Isabelle Lafleur                          | Républicains calédoniens-RPC | 95  | 20,34 % |
| Manuel Millar                             | Divers | 9   | 1,93 %  |
| Total (participation 94,57 % au 1er tour) | Total (participation 94,57 % au 1er tour)                                                                                           | 467 | 100,0   |
| Source: Ministère de l'Intérieur          | |     |         |